# Pescara Calcio 1984-1985
Questa voce raccoglie le informazioni riguardanti il Pescara Calcio nelle competizioni ufficiali della stagione 1984-1985.

## Stagione
Nella stagione 1984-85 l'allenatore Tom Rosati viene sostituito da Enrico Catuzzi, diplomato in estate al master di Coverciano e primo in italia a giocare a zona con il Bari, che aveva appena rifiutato la panchina della Roma che avrebbe dovuto gestire in collaborazione con Eriksson. Il nuovo allenatore imposta la squadra secondo un modulo 4-3-3 a zona totale e il nuovo schema di gioco bello, convincente e divertente contribuisce a far riavvicinare gli spettatori alla squadra.
Nel calciomercato estivo il Pescara acquista Mauro Di Cicco dal Palermo e sei giocatori dal Bari richiesti da Enrico Catuzzi: Luigi De Rosa, Franco Baldini, Antonio Elia Acerbis, Michele Cramarossa, Giuseppe De Martino e Danilo Ronzani. Vengono ceduti Vittorio Cozzella al Cesena, Sandro Tovalieri all'Arezzo e Stefano Rebonato al Campobasso. Il ritiro estivo è in Trentino Alto Adige dove Catuzzi cerca di far imparare il gioco a zona con allenamenti metodici e sincronismi di squadra spiegati spesso alla lavagna. In un'amichevole precampionato pareggia 1-1 con il Campobasso.

## Divise e sponsor
Lo sponsor tecnico per la stagione 1984-1985 è NR mentre quello ufficiale è Duchi di Castelluccio.
| Casa | Trasferta | Alternativa |

## Organigramma societario
Area direttiva
- Presidente: Vincenzo Marinelli
- Amministratore delegato: Filippo De Cecco

Area tecnica
- Direttore sportivo e General manager: Enrico Alberti
- Allenatore: Enrico Catuzzi
- Allenatore in seconda: Edmondo Prosperi

## Rosa
| N. |                   | Ruolo | Calciatore            |
| -- | ----------------- | ----- | --------------------- |
|    | Italia (bandiera) | P     | Maurizio Rossi        |
|    | Italia (bandiera) | P     | Gianluca Pacchiarotti |
|    | Italia (bandiera) | D     | Mauro Di Cicco        |
|    | Italia (bandiera) | D     | Mauro Joriatti        |
|    | Italia (bandiera) | D     | Massimo Venturini     |
|    | Italia (bandiera) | D     | Cristiano Bergodi     |
|    | Italia (bandiera) | D     | Andrea Camplone       |
|    | Italia (bandiera) | D     | Giancarlo Olivotto    |
|    | Italia (bandiera) | D     | Danilo Ronzani        |
|    | Italia (bandiera) | D     | Pasquale Piccinin     |
|    | Italia (bandiera) | D     | Federico Caputi       |
|    | Italia (bandiera) | C     | Antonio Elia Acerbis  |

| N. |                   | Ruolo | Calciatore          |
| -- | ----------------- | ----- | ------------------- |
|    | Italia (bandiera) | C     | Stefano Dalla Costa |
|    | Italia (bandiera) | C     | Franco Baldini      |
|    | Italia (bandiera) | C     | Michele Cramarossa  |
|    | Italia (bandiera) | C     | Giorgio Roselli     |
|    | Italia (bandiera) | C     | Felice Mancini      |
|    | Italia (bandiera) | C     | Franco Marchegiani  |
|    | Italia (bandiera) | A     | Luigi De Rosa       |
|    | Italia (bandiera) | A     | Giuseppe De Martino |
|    | Italia (bandiera) | A     | Claudio Vagheggi    |
|    | Italia (bandiera) | A     | Giancarlo Tacchi    |
|    | Italia (bandiera) | A     | Lorenzo Mazzeo      |
|    | Italia (bandiera) | A     | Luigi Marchionne    |

## Risultati

### Serie B

#### Girone di andata
| Arbitro: | Lamorgese (Potenza) |

|                         |           |  |
| Kieft 29’ Berggreen 77’ | Marcatori |  |

| Pescara 23 settembre 1984 2ª giornata                                            | Pescara   | 2 – 1         | Triestina | Stadio Adriatico |
| \| \| \| \| \| De Martino 36’ G.Tacchi 64 rig.’ \| Marcatori \| 73’ D'Ottavio \| |           |               |           |                  |
|                                                                                  |           |               |           |                  |
| De Martino 36’ G.Tacchi 64 rig.’                                                 | Marcatori | 73’ D'Ottavio |           |                  |

| Perugia 30 settembre 1984 3ª giornata                  | Perugia   | 2 – 0 | Pescara | Stadio Renato Curi |
| \| \| \| \| \| Zanone 5’ Brondi 79’ \| Marcatori \| \| |           |       |         |                    |
|                                                        |           |       |         |                    |
| Zanone 5’ Brondi 79’                                   | Marcatori |       |         |                    |

| Pescara 7 ottobre 1984 4ª giornata                           | Pescara   | 2 – 0 | Empoli | Stadio Adriatico |
| \| \| \| \| \| Roselli 22’ Marchionne 72’ \| Marcatori \| \| |           |       |        |                  |
|                                                              |           |       |        |                  |
| Roselli 22’ Marchionne 72’                                   | Marcatori |       |        |                  |

| Cesena 14 ottobre 1984 5ª giornata                         | Cesena    | 1 – 1       | Pescara | Stadio Dino Manuzzi |
| \| \| \| \| \| Gabriele 55’ \| Marcatori \| 82’ Roselli \| |           |             |         |                     |
|                                                            |           |             |         |                     |
| Gabriele 55’                                               | Marcatori | 82’ Roselli |         |                     |

| Pescara 21 ottobre 1984 6ª giornata                                    | Pescara   | 3 – 0 | Varese | Stadio Adriatico |
| \| \| \| \| \| Roselli 38’ De Martino 73’, 90 rig.’ \| Marcatori \| \| |           |       |        |                  |
|                                                                        |           |       |        |                  |
| Roselli 38’ De Martino 73’, 90 rig.’                                   | Marcatori |       |        |                  |

| Taranto 28 ottobre 1984 7ª giornata | Taranto        | 0 – 0 | Pescara | Stadio Erasmo Iacovone\| Arbitro: \| Boschi (Parma) \| |
| Arbitro:                            | Boschi (Parma) |       |         |                                                        |

| Arbitro: | Magni (Bergamo) |

|  |           |                                 |
|  | Marcatori | 40’ O.E.Tacchi 75’ Maestripieri |

| Arbitro: | Vecchiattini (Bologna) |

|                         |           |                |
| G.De Rosa 30’, 42’, 70’ | Marcatori | 83’ De Martino |

| Arbitro: | Pellicano (Reggio Calabria) |

|             |           |            |
| Roselli 20’ | Marcatori | 89’ Palese |

| Arezzo 25 novembre 1984 11ª giornata                 | Arezzo    | 2 – 0 | Pescara | Stadio Città di Arezzo |
| \| \| \| \| \| Tovalieri 78’, 90’ \| Marcatori \| \| |           |       |         |                        |
|                                                      |           |       |         |                        |
| Tovalieri 78’, 90’                                   | Marcatori |       |         |                        |

| Catania 2 dicembre 1984 12ª giornata | Catania | 0 – 0 | Pescara | Stadio Angelo Massimino |

| Pescara 9 dicembre 1984 13ª giornata           | Pescara   | 1 – 0 | Sambenedettese | Stadio Adriatico |
| \| \| \| \| \| G.Tacchi 65’ \| Marcatori \| \| |           |       |                |                  |
|                                                |           |       |                |                  |
| G.Tacchi 65’                                   | Marcatori |       |                |                  |

| Padova 16 dicembre 1984 14ª giornata | Padova | 0 – 0 | Pescara | Stadio Silvio Appiani |

| Pescara 23 dicembre 1984 15ª giornata                                            | Pescara   | 3 – 0 | Parma | Stadio Adriatico |
| \| \| \| \| \| Benedetti 44 aut.’ De Martino 52’ G.Tacchi 88’ \| Marcatori \| \| |           |       |       |                  |
|                                                                                  |           |       |       |                  |
| Benedetti 44 aut.’ De Martino 52’ G.Tacchi 88’                                   | Marcatori |       |       |                  |

| Monza 6 gennaio 1985 16ª giornata                          | Monza     | 2 – 1      | Pescara | Stadio Città di Monza |
| \| \| \| \| \| Ambu 65’, 70’ \| Marcatori \| 87’ Caputi \| |           |            |         |                       |
|                                                            |           |            |         |                       |
| Ambu 65’, 70’                                              | Marcatori | 87’ Caputi |         |                       |

| Pescara 13 gennaio 1985 17ª giornata          | Pescara   | 1 – 0 | Bologna | Stadio Adriatico |
| \| \| \| \| \| Roselli 75’ \| Marcatori \| \| |           |       |         |                  |
|                                               |           |       |         |                  |
| Roselli 75’                                   | Marcatori |       |         |                  |

| Arbitro: | Da Pozzo (Monza) |

|                 |           |  |
| Mileti 62’, 69’ | Marcatori |  |

| Pescara 27 gennaio 1985 19ª giornata | Pescara | 0 – 0 | Bari | Stadio Adriatico |

#### Girone di ritorno
| 3 febbraio 1985 20ª giornata | Pescara | 2 – 2 | Pisa |  |

| 17 febbraio 1985 21ª giornata | Triestina | 4 – 0 | Pescara |  |

| 24 febbraio 1985 22ª giornata | Pescara | 0 – 0 | Perugia |  |

| 3 marzo 1985 23ª giornata | Empoli | 0 – 0 | Pescara |  |

| 10 marzo 1985 24ª giornata | Pescara | 3 – 0 | Cesena |  |

| 17 marzo 1985 25ª giornata | Varese | 1 – 1 | Pescara |  |

| 24 marzo 1985 26ª giornata | Pescara | 2 – 0 | Taranto |  |

| 31 marzo 1985 27ª giornata | Campobasso | 1 – 1 | Pescara |  |

| 6 aprile 1985 28ª giornata | Pescara | 2 – 0 | Cagliari |  |

| 14 aprile 1985 29ª giornata | Lecce | 2 – 0 | Pescara |  |

| 21 aprile 1985 30ª giornata | Pescara | 2 – 0 | Arezzo |  |

| 28 aprile 1985 31ª giornata | Pescara | 1 – 1 | Catania |  |

| 5 maggio 1985 32ª giornata | Sambenedettese | 2 – 0 | Pescara |  |

| 12 maggio 1985 33ª giornata | Pescara | 1 – 1 | Padova |  |

| 19 maggio 1985 34ª giornata | Parma | 1 – 0 | Pescara |  |

| 26 maggio 1985 35ª giornata | Pescara | 4 – 0 | Monza |  |

| 2 giugno 1985 36ª giornata | Bologna | 0 – 0 | Pescara |  |

| 9 giugno 1985 37ª giornata | Pescara | 3 – 0 | Genoa |  |

| 16 giugno 1985 38ª giornata | Bari | 2 – 0 | Pescara |  |

### Coppa Italia

#### Primo turno
| Caserta 22 agosto 1984, ore CEST 1ª giornata | Casertana | 0 – 0 | Pescara | Stadio Alberto Pinto |

| Pescara 26 agosto 1984, ore CEST 2ª giornata                            | Pescara   | 0 – 3                                 | Fiorentina | Stadio Adriatico |
| \| \| \| \| \| \| Marcatori \| 11’ Massaro 30’ Oriali 80’ Passarella \| |           |                                       |            |                  |
|                                                                         |           |                                       |            |                  |
|                                                                         | Marcatori | 11’ Massaro 30’ Oriali 80’ Passarella |            |                  |

| Arezzo 29 agosto 1984, ore CEST 3ª giornata                   | Arezzo    | 1 – 1         | Pescara | Stadio Città di Arezzo |
| \| \| \| \| \| Tovalieri 63’ \| Marcatori \| 6’ De Martino \| |           |               |         |                        |
|                                                               |           |               |         |                        |
| Tovalieri 63’                                                 | Marcatori | 6’ De Martino |         |                        |

| Pescara 2 settembre 1984, ore CEST 4ª giornata                                | Pescara   | 0 – 3                                       | Napoli | Stadio Adriatico |
| \| \| \| \| \| \| Marcatori \| 16’ Domenico Penzo 51’ Bertoni 82’ Maradona \| |           |                                             |        |                  |
|                                                                               |           |                                             |        |                  |
|                                                                               | Marcatori | 16’ Domenico Penzo 51’ Bertoni 82’ Maradona |        |                  |

| Perugia 9 settembre 1984, ore CEST 5ª giornata                      | Perugia   | 0 – 3                             | Pescara | Stadio Renato Curi |
| \| \| \| \| \| \| Marcatori \| 11’, 45’ L. De Rosa 63’ G. Tacchi \| |           |                                   |         |                    |
|                                                                     |           |                                   |         |                    |
|                                                                     | Marcatori | 11’, 45’ L. De Rosa 63’ G. Tacchi |         |                    |

## Statistiche

### Statistiche di squadra
| Competizione | Punti | In casa | In casa | In casa | In casa | In casa | In casa | In trasferta | In trasferta | In trasferta | In trasferta | In trasferta | In trasferta | Totale | Totale | Totale | Totale | Totale | Totale | DR |
| Competizione | Punti | G       | V       | N       | P       | Gf      | Gs      | G            | V            | N            | P            | Gf           | Gs           | G      | V      | N      | P      | Gf     | Gs     | DR |
| ------------ | ----- | ------- | ------- | ------- | ------- | ------- | ------- | ------------ | ------------ | ------------ | ------------ | ------------ | ------------ | ------ | ------ | ------ | ------ | ------ | ------ | -- |
| Serie B      | 38    | 19      | 12      | 6       | 1       | 33      | 8       | 19           | 0            | 8            | 11           | 5            | 27           | 38     | 12     | 14     | 12     | 38     | 35     | +3 |
| Coppa Italia | 4     | 2       | 0       | 0       | 2       | 0       | 6       | 3            | 1            | 2            | 0            | 4            | 1            | 5      | 1      | 2      | 2      | 4      | 7      | -3 |
| Totale       |       | 21      | 12      | 6       | 3       | 33      | 14      | 22           | 1            | 10           | 11           | 9            | 28           | 43     | 13     | 16     | 14     | 42     | 42     | 0  |

### Statistiche dei giocatori
| Giocatore       | Serie B  | Serie B | Serie B     | Serie B    | Coppa Italia | Coppa Italia | Coppa Italia | Coppa Italia | Totale   | Totale | Totale      | Totale     |
| Giocatore       | Presenze | Reti    | Ammonizioni | Espulsioni | Presenze     | Reti         | Ammonizioni  | Espulsioni   | Presenze | Reti   | Ammonizioni | Espulsioni |
| --------------- | -------- | ------- | ----------- | ---------- | ------------ | ------------ | ------------ | ------------ | -------- | ------ | ----------- | ---------- |
| A. Acerbis      | 36       | 0       | ?           | ?          | ?            | ?            | ?            | ?            | 36+      | 0+     | ?           | ?          |
| F. Baldini      | 34       | 1       | ?           | ?          | ?            | ?            | ?            | ?            | 34+      | 1+     | ?           | ?          |
| C. Bergodi      | 2        | 0       | ?           | ?          | ?            | ?            | ?            | ?            | 2+       | 0+     | ?           | ?          |
| A. Camplone     | 4        | 0       | ?           | ?          | ?            | ?            | ?            | ?            | 4+       | 0+     | ?           | ?          |
| F. Caputi       | 28       | 2       | ?           | ?          | ?            | ?            | ?            | ?            | 28+      | 2+     | ?           | ?          |
| M. Cramarossa   | 1        | 0       | ?           | ?          | ?            | ?            | ?            | ?            | 1+       | 0+     | ?           | ?          |
| S. Dalla Costa  | 11       | 0       | ?           | ?          | ?            | ?            | ?            | ?            | 11+      | 0+     | ?           | ?          |
| G. De Martino   | 34       | 11      | ?           | ?          | ?            | ?            | ?            | ?            | 34+      | 11+    | ?           | ?          |
| L. De Rosa      | 35       | 2       | ?           | ?          | ?            | ?            | ?            | ?            | 35+      | 2+     | ?           | ?          |
| M. Di Cicco     | 28       | 0       | ?           | ?          | ?            | ?            | ?            | ?            | 28+      | 0+     | ?           | ?          |
| M. Joriatti     | 14       | 0       | ?           | ?          | ?            | ?            | ?            | ?            | 14+      | 0+     | ?           | ?          |
| L. Liberato     | 1        | 0       | ?           | ?          | ?            | ?            | ?            | ?            | 1+       | 0+     | ?           | ?          |
| F. Mancini      | 2        | 0       | ?           | ?          | ?            | ?            | ?            | ?            | 2+       | 0+     | ?           | ?          |
| L. Marchionne   | 14       | 1       | ?           | ?          | ?            | ?            | ?            | ?            | 14+      | 1+     | ?           | ?          |
| L. Mazzeo       | 19       | 1       | ?           | ?          | ?            | ?            | ?            | ?            | 19+      | 1+     | ?           | ?          |
| G. Olivotto     | 25       | 0       | ?           | ?          | ?            | ?            | ?            | ?            | 25+      | 0+     | ?           | ?          |
| G. Pacchiarotti | 5        | -3      | ?           | ?          | ?            | ?            | ?            | ?            | 5+       | -3+    | ?           | ?          |
| P. Piccinin     | 6        | 0       | ?           | ?          | ?            | ?            | ?            | ?            | 6+       | 0+     | ?           | ?          |
| D. Ronzani      | 38       | 0       | ?           | ?          | ?            | ?            | ?            | ?            | 38+      | 0+     | ?           | ?          |
| G. Roselli      | 37       | 7       | ?           | ?          | ?            | ?            | ?            | ?            | 37+      | 7+     | ?           | ?          |
| M. Rossi        | 34       | -32     | ?           | ?          | ?            | ?            | ?            | ?            | 34+      | -32+   | ?           | ?          |
| G. Tacchi       | 33       | 8       | ?           | ?          | ?            | ?            | ?            | ?            | 33+      | 8+     | ?           | ?          |
| C. Vagheggi     | 16       | 3       | ?           | ?          | ?            | ?            | ?            | ?            | 16+      | 3+     | ?           | ?          |
| M. Venturini    | 30       | 0       | ?           | ?          | ?            | ?            | ?            | ?            | 30+      | 0+     | ?           | ?          |